# Duitsland op het Eurovisiesongfestival 1958
Die  Deutsche Vorausscheidungen zum Eurovision Song Contest 1958 vond plaats op 20 januari 1958 in de Kleinen Westfalenhalle in Dortmund. De WDR zond het programma uit. 
Twaalf artiesten deden er mee.
Het festival werd gewonnen door Margot Hielscher zij won voor de tweede keer op rij, deze keer met het lied Für zwei Groschen Musik. Ze haalde er tien stemmen mee. De muziek was van Friedrich Meyer, en de Text was van Fred Rauch en Walter Brandin. Lale Andersen werd met het lied  Die Braut der sieben Meere tweede.De andere plaatsen en liedjes zijn in de loop van de jaren veloren gegaan. 
| Nr. | Artiest          | Titel                      | Plaats | Punten |
| --- | ---------------- | -------------------------- | ------ | ------ |
| 01  | Margot Hielscher | Für zwei Groschen Musik    | 1.     | 10     |
| 02  | Ernie Bieler     | ?                          | -      |        |
| 03  | John Paris       | ?                          | -      |        |
| 04  | Fred Bertelmann  | ?                          | -      |        |
| 05  | Gitta Lind       | ?                          | -      |        |
| 06  | Margret Fürer    | ?                          | -      |        |
| 07  | Vico Torriani    | ?                          | -      |        |
| 08  | Georg Thomalla   | ?                          | -      |        |
| 09  | Fred Weyrich     | ?                          | -      |        |
| 08  | Evelyn Künneke   | ?                          | -      |        |
| 09  | Lale Andersen    | Die Braut der sieben Meere | 2.     |        |
| 10  | Peter Lorenz     | ?                          | -      |        |

1956 · 1957 · 1958 · 1959 · 1960 · 1961 · 1962 · 1963 · 1964 · 1965 · 1966 · 1967 · 1968 · 1969 · 1970 · 1971 · 1972 · 1973 · 1974 · 1975 · 1976 · 1977 · 1978 · 1979 · 1980 · 1981 · 1982 · 1983 · 1984 · 1985 · 1986 · 1987 · 1988 · 1989 · 1990 · 1991 · 1992 · 1993 · 1994 · 1995 · 1996 · 1997 · 1998 · 1999 · 2000 · 2001 · 2002 · 2003 · 2004 · 2005 · 2006 · 2007 · 2008 · 2009 · 2010 · 2011 · 2012 · 2013 · 2014 · 2015 · 2016 · 2017 · 2018 · 2019 · 2020 · 2021 · 2022 · 2023 · 2024 · 2025